# خط ایتو
خط ایتو (به ژاپنی: 伊東線, Itō-sen) یک خط‌آهن وابسته به شرکت راه‌آهن شرق ژاپن است که ایستگاه آتامی را به ایستگاه آتامی در شبه‌جزیره ایزو متصل می‌کند.